# Tân La Tuyên Đức vương
Tuyên Đức Vương (mất 785, trị vì 780–785) là người trị vì thứ 37 của vương quốc Tân La. Ông là hậu duệ đời thứ 11 của Nại Vật ni sư kim. Ông kết hôn với Cụ Túc (Gujok) phu nhân, con gái của giác can Kim Lương Phẩm (Kim Yang-pum). Ông có tên húy là Kim Lương Tướng (金良相, 김양상)
Tuyên Đức Vương từng phụng sự dưới triều đại của Huệ Cung Vương trên cương vị là thượng đại đẳng. Khi cuộc nổi dậy của Kim Trí Chinh (Kim Ji-jeong) nổ ra vào năm 780, ông lãnh đạo quân triều đình chống lại lực lượng này. Tuy nhiên, quân nổi loạn đã tấn công vào cung điện và sát hại vua cùng vương hậu, và Tuyên Đức trở thành người kế vị ngai vàng cùng năm 780.
Trong thời kỳ này, vua Bột Hải Văn Vương của vương quốc Bột Hải củng cố quan hệ với Tân La, thế lực đã thống nhất bán đảo Triều Tiên phía nam Bột Hải. Khi đó, Tân La đạo (Sillado), con đường giao thương buôn bán giữa Bột Hải với Tân La đã được thiết lập. Con đường thương mại của Tân La bắt đầu tại Đông Kinh nằm ở trung tâm tỉnh Yongwon của vương quốc Bột Hải, đi xuống dọc theo bờ biển qua tỉnh Hamgyong ngày nay. Tuyến đường này cũng đi qua Nam Kinh của vương quốc Bột Hải, được thành lập với mục đích tiến hành thương mại giữa vương quốc Bột Hải với Tân La. Kể từ những năm 1980, một số lượng lớn các địa điểm khảo cổ liên quan đến Bột Hải đã được khai quật ở Bắc Triều Tiên; trong số những địa điểm đó, thành trì tại Bukcheong và địa điểm tu viện tại Omae-ri ở thành phố Sinpo là những địa phương tham gia vào hoạt động thương mại giữa Bột Hải và Tân La. Con đường dẫn từ Pukchong - Nam Kinh của vương quốc Bột Hải, dọc theo bờ biển đến sông Yonghung; bên kia sông là quận Chonjeong (Jeonjeong) của Tân La.
Sau khi ông qua đời năm 785, Tuyên Đức được hỏa táng và rải tro cốt ra biển Nhật Bản. Kế vị ông là Kim Kính Tín, tức là vua Tân La Nguyên Thánh Vương.